# The Sims 2: Funky Business
The Sims 2: Funky Business (titolo originale Open for Business) è il terzo expansion pack per il videogioco di simulazione per computer The Sims 2, dedicato alle attività lavorative dei sims.

## Villaggio Acquablu
Viene introdotto un nuovo quartiere comunitario (villaggio Acquablu), dove sono presenti negozi di ogni genere ed edifici sfitti, nei quali i sims possono aprire nuovi locali commerciali. Il proprio negozio può essere situato in un lotto comunitario o nel lotto dove si abita e può essere affidato ad un dipendente fedele. Questi può essere dotato di un'uniforme distintiva e pubblicizzare quindi la nuova attività. Se il negozio sarà aperto in un lotto diverso da quello dove si abita, può essere aperto solo se il padrone vi si reca o qualcuno vi lavora, mentre nel proprio lotto può essere chiuso e aperto all'orario che si preferisce.

## Negozi
Esistono diversi tipi di negozio, come l'alimentari, il fiorista, il negozio di elettrodomestici e vi si possono vendere quasi tutti gli oggetti che è possibile comprare. Gli oggetti possono essere comprati all'ingrosso per un prezzo minore, ma non possono in questo caso essere utilizzati personalmente. Alcuni degli oggetti (robot, composizioni floreali e alcuni giocattoli) devono essere precedentemente fabbricati sugli appositi banconi per essere venduti. Acquisendo gli "stemmi dei Talenti" necessari, i sims possono realizzare creazioni sempre più varie.

## Gli Stemmi di Talento
Questi stemmi indicano il grado di abilità del sim nel realizzare oggetti o gestire negozi e sono presenti in tre livelli: "bronzo", "argento" o "oro" e riguardano:
- la capacità di vendere ("vendita"), con l'acquisizione di nuove tecniche di vendita;
- la "cassa", che accresce con l'esperienza la velocità e l'abilità;
- il "rifornimento", che aumenta la velocità con cui si riforniscono le merci esaurite;
- il "giardinaggio", che accresce la varietà di prodotti che si possono piantare;
- la "parruccheria" che accresce la capacità di realizzare acconciature e sblocca nuovi stili;
- la "costruzione di robot", che permette di variare il tipo di robot che può essere costruito;
- la "composizione floreale", sblocca nuove composizioni.
- la "costruzione di giocattoli", che permette di imparare a costruire giochi;
- la pesca, che permette l'uso di varie esche, e aumenta l'abilità nella cattura.

## Costruire un Impero
I tre tavoli da lavoro consentono di creare oggetti sempre più complessi e i robot costruiti con l'apposito tavolo possono essere utili in casa. Tutti i robot hanno un prezzo di costruzione fissato, mentre possono essere venduti ad un prezzo maggiore, a seconda dell'abilità di chi l'ha creato. Possono essere costruiti:
- Robot giocattolo (Toybot): nessuno stemma necessario, costo 108 §; fungono da semplici giocattoli.
- Idrobot (Hydrobot): stemma bronzo, costo 320 §; spengono incendi e innaffiano le piante in casa e nel giardino. Quando si rompe, riempie il lotto di pozzanghere.
- Robopulitore (Cleanbot): stemma bronzo, costo 560 §; puliscono la casa, riordinano e tolgono gli avanzi dai piatti (come le cameriere). Quando si rompe riempie il lotto di rifiuti.
- Robosentinella (Sentrybot): stemma argento, costo 720 §; fungono da antifurto, catturando i ladri e impedendo ai vicini di rubare i giornali. Quando si rompe colpisce qualunque Sim con un raggio elettrico, rischiando anche di ucciderlo.
- Robocuoco (Munchiebot): stemma argento, costo 1200 §; forniscono cibo a chiunque abbia fame. Quando è rotto serve al Sim cibo bruciato o avariato.

## Robot
- Servo: stemma oro, costo 3000 §; una volta costruito o comprato, Servo diventa a tutti gli effetti un membro della famiglia e può essere usato come un qualsiasi altro Sim: possiede le sue abilità base (inizialmente parte con 10 punti di pulizia, meccanica e cucina) più le abilità al livello del creatore; necessita di compagnia, di divertimento, ma a differenza dei Sim la sua barra di energia si ricarica andando sotto al sole, e scegliendo l'opzione "Ricarica". Se Servo esaurisce le sue energie di notte, entra in una fase di stallo, per cui bisogna aspettare il sorgere il sole affinché si possa ricaricare e utilizzare. I robot non invecchiano, ma attenzione alla pioggia, alla doccia rotta, agli irrigatori automatici, insomma a ciò che spruzza acqua. Ovviamente non devono farsi un bagno in piscina. Possono innamorarsi, ma non riprodursi.